# 阿尔福尔克
阿尔福尔克，是西班牙阿拉贡自治区萨拉戈萨省的一个市镇。 总面积11平方公里，总人口82人（2001年），人口密度7人/平方公里。